# 徐琰 (雍正進士)
徐炎（？—？），榜名徐琰，字伯鈺，号崑山，汉军正蓝旗人。康熙庚子举人，雍正庚戌进士。

## 生平
后官吏部郎中，著有《唐宋诗选》、《誠正堂稿序》、《问青堂诗集序》。